# 총살형
총살형(銃殺刑)은 한 명 이상의 총기로 사람을 총살하는 사형 방식이다. 전 세계적으로 가장 흔한 사형 방식으로, 약 70개국에서 사용되며, 총살형 집행대에 의한 총살형이 특정 형태이다.
대부분의 국가에서 총살형은 역사적으로 더 명예로운 죽음으로 여겨져 주로 군인에게 사용되었지만, 벨라루스와 같은 일부 국가에서는 (오늘날 유럽에서 사형제를 유지하는 유일한 국가) 소비에트 시대부터 계승된 단일 집행관의 총살 방식이 여전히 사용되고 있다.

## 브라질
브라질은 평시 사형을 폐지했지만, 전시에는 반역, 공모, 반란, 전투 중 무단 후퇴, 군사 기지 내 장비 또는 보급품 절도와 같은 특정 범죄에 대해 사용될 수 있다. 이 경우 사형 방식은 총살형이다.

## 유럽

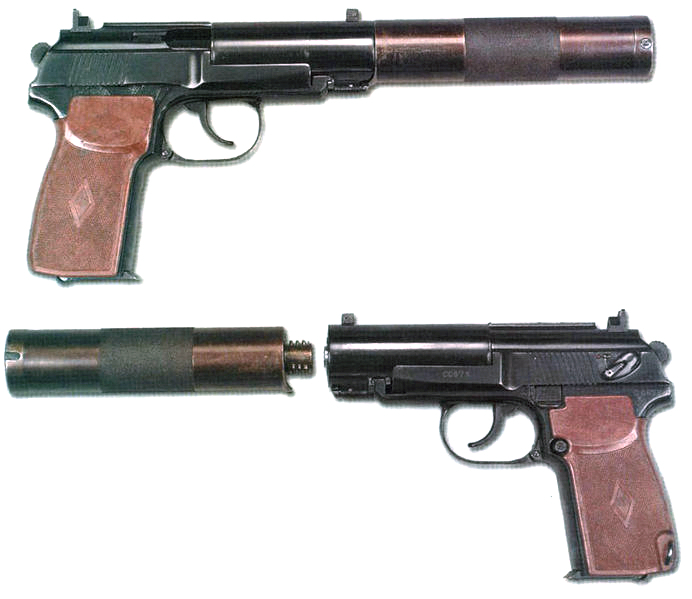
PB 권총과 소음기. 벨라루스에서 사형에 사용된다.

벨라루스에서는 한 명의 사형 집행인이 소음기가 달린 피스톨로 사형수의 뇌 뒤쪽을 쏴서 사형을 집행한다.
독일에서는 1968년부터 1987년 사형 폐지 전까지 동독에서 단일 총알을 후두부에 발사하는 방식이 사용되었다 (마지막 사형은 1981년 베르너 테스케가 독일 전역에서 마지막으로 집행되었다). 동독의 모든 사형은 라이프치히 법원 건물에 위치한 중앙 사형장에서 진행되었다. 수감자들은 집행 직전 몇 초 전까지 임박한 사형에 대해 통보받지 못했다. 수감자는 라이프치히 법원 건물로 이송되어 사무실에서 대기하도록 했다. 잠시 후, 한 장교가 사무실로 들어와 수감자에게 사형이 임박했음을 알렸다. 수감자는 그 후 복도를 걸어가면서 교도관, 검사, 사형 집행인 세 명을 우연히 만나는 것처럼 보이는 다른 방으로 인도되었다. 사형 집행인을 지나면서, 권총의 총신이 수감자의 피부에 닿지 않은 채 가까운 거리에서 수감자의 머리 뒤에 한 발이 발사되었다. 이 방법은 "근거리 불시 발사"라고 불렸으며, 스트레스 반응을 예방하기 위해 장교들이 수감자를 수동으로 다루지 않고 사형이 집행되도록 세심한 주의를 기울였다. 자세한 내용은 독일의 사형제를 참조하라.

## 소련 블록

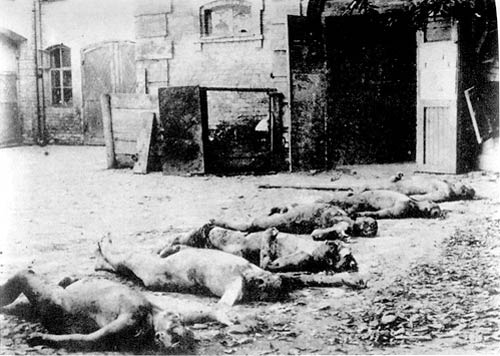
1918년 적색 테러 기간 동안 체카에 의해 하르키우, 우크라이나 SSR의 한 마당에서 총살형을 당하기 위해 줄지어 선 사람들, 검은 책 (공산주의)

20세기 공산국가에서는 총살형이 민간인과 군인 수감자 모두에게 표준적인 사형 방식으로 사용되었으며, 소련은 단일 사형 집행 방식의 모범을 보였다. 엄숙하고 긴 의식을 수반하는 총살형은 드물게 사용되었다.
가장 흔한 방법은 피스톨 총알("9그램의 납")을 뇌에 발사하는 것이었다.
이 방법은 1930년대 후반 대숙청 기간 동안 주요 도시 외곽 지역, 예를 들어 페트로자보츠크 근처의 크라스니 보르에서 반사회적 요소, "반혁명 분자", 기타 인민의 적에 대해 널리 사용되었다.
또한 일반 형사 범죄를 저지른 사람들을 처형하는 데도 사용되었다. 소련 해체 이후에도 총살형으로 사람들이 계속 처형되었다. 연쇄 살인범 안드레이 치카틸로와 세르게이 골로프킨은 각각 1994년과 1996년에 이 방식으로 처형되었으며, 후자는 러시아가 유럽 평의회 가입의 일환으로 사형을 중단하기 직전에 처형되었다. 자세한 내용은 러시아의 사형제를 참조하라.

## 영국
영국 사법부에 의해 영국 시민이 민간 범죄로 총살형을 당한 적은 없다. 총살형은 엄격히 군사적인 처벌이었다. 사형제도에 대한 왕립 위원회는 총살형을 교수형의 가능한 대안으로 고려했지만, 1953년에 발표된 조사 결과는 총살형이 교수형에서 이 방식으로 전환을 정당화할 만큼 충분히 효과적인 사형 수단이 아니라고 결론 내렸다.

## 미국
1608년 이후, 남북 전쟁과 관련된 사형을 제외하고 미국과 그 영어권 전신 영토에서 약 142명의 남성이 사법적으로 총살되었다. 남북 전쟁 동안 처형된 573명 중 433명이 총살형으로 사망했다: 북군에 의해 처형된 267명 중 186명, 남군에 의해 처형된 306명 중 247명.
오늘날, 총살형은 미국의 아이다호주, 오클라호마주, 사우스캐롤라이나주, 유타주와 미시시피주에서 허용된다.

## 아시아
- 바레인은 총살형을 사용한다.[7]

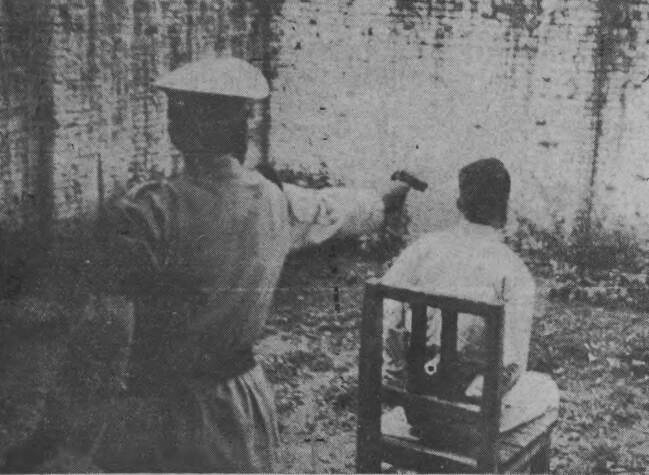
1948년 상하이시에서 총살형

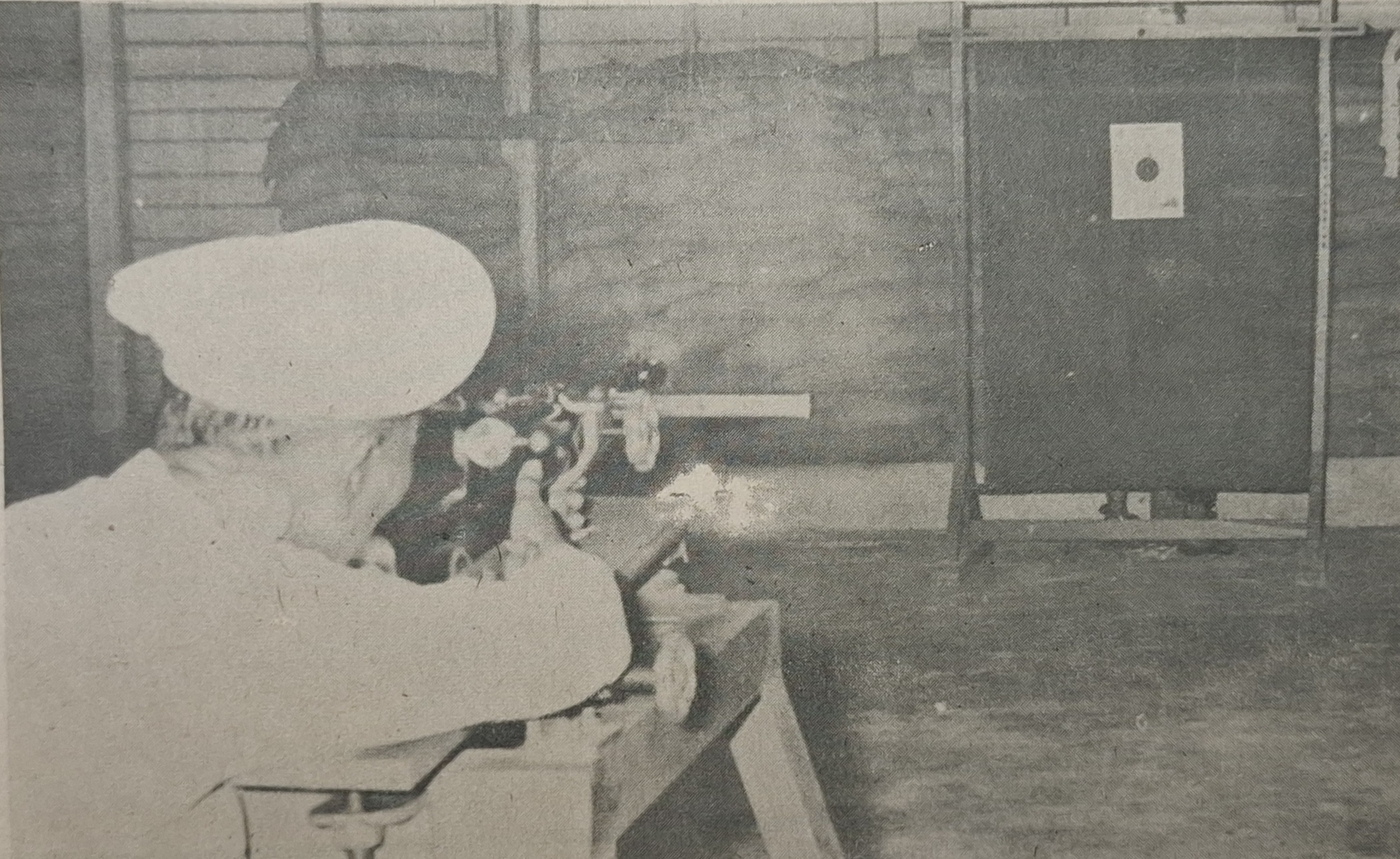
1972년 방쾅 중앙 교도소에서 총살형

- 중국에서는 총살형이 두 가지 일반적인 형태로 이루어진다. 즉, 머리 뒤나 목에 피스톨 총알을 발사하거나 등이나 머리 뒤에 소총을 발사하는 방식이다.[1] 1997년 이후 일부 성에서 최근 집행된 사형은 독살형으로 전환되었다.[8][9] 홍콩은 사형을 폐지했으며, 마카오는 반환 전부터 사형이 없었고, 중국 주권으로 돌아온 후에도 둘 다 사형을 복원하지 않았다.

- 인도에서는 무굴 통치 기간 동안 범죄를 저지른 군인들이 대포에 묶여 발사되는 방식으로 처형되었다. 이는 대포 발사형으로 알려졌다. 무굴족이 발명한 이 방법은 영국에 의해 계속되었으며, 특히 세포이 항쟁 이후 현지 탈영병과 반란군을 처형하는 데 사용되었다.[10] 현재 인도 공화국에서는 시행되지 않으며, 긴 낙하 교수형으로 대체되었다. 자세한 내용은 인도의 사형제를 참조하라.

- 인도네시아에서는 사형이 총살형에 의해 집행되며 심장을 겨냥한다.[11]

- 몽골에서는 2016년부터 사형이 폐지되었지만, 2012년의 사형 방식은 .38구경 리볼버로 목에 총알을 발사하는 방식이었다.[12] 이는 소련 법률에서 계승된 방식이다. (자세한 내용은 몽골의 사형제를 참조하라.)

- 미얀마에서는 총살형이 이루어졌다.[13] 자세한 내용은 미얀마의 사형제를 참조하라.

- 조선민주주의인민공화국에서는 총살형이 공개적으로 집행되며, 이로 인해 북한은 공개 처형을 계속하는 네 국가 중 하나이다.[14] 자세한 내용은 조선민주주의인민공화국의 사형제를 참조하라.

- 오만은 총살형을 사용한다.[15] 자세한 내용은 오만의 사형제를 참조하라.

- 중화민국에서는 심장을 겨냥한 단일 발사 방식이 일반적이다 (수감자가 장기 기증에 동의하면 뇌간을 겨냥한다). 사형 집행 전, 수감자에게 강력한 마취제를 투여하여 완전히 무감각하게 만든다. (자세한 내용은 중화민국의 사형제를 참조하라.)

- 태국에서는 1934년부터 2003년까지 한 명의 사형 집행인이 장착된 기관단총으로 수감자의 등을 쐈다.[16][17] 1979년, 깅가우 로르수응네른이라는 태국 여성은 총살형을 당했으나 깨어나서 걸었다. 그 후 그녀는 두 번째 총격을 받았다.[18] 현재 사형은 독살형으로 이루어진다.[19]

- 총살형은 아랍에미리트의 주요 사형 방식이다. - 아랍에미리트의 사형제.[20]

- 총살형은 예멘의 주요 사형 방식이다. - 예멘의 사형제.[21]

- 총살형은 사우디아라비아에서도 사용되지만, 참수형이 더 흔하다. 자세한 내용은 사우디아라비아의 사형제를 참조하라.

- 2011년 이전에는 베트남이 총살형을 사형 방식으로 사용했다. 2011년 이후, 베트남은 독살형을 주요 사형 방식으로 사용하고 있다.

## 같이 보기
- 총알 값
- 총살형 집행대의 총살형
- 나라별 사형제 현황

### 인용
1. 1 2  Clark, Richard (2006). “Shot at dawn!”. 《Capital Punishment U.K.》. 2009년 6월 10일에 확인함.
2. 1 2  “Afinal, existe pena de morte no Brasil?”. 《Jusbrasil》 (브라질 포르투갈어). 2018년 4월 21일에 확인함.
3. ↑  “Art. 5, inc. XLVII, "a" da Constituição Federal de 88”. 《Jusbrasil》. 2018년 4월 21일에 확인함.
4. ↑  “Lei brasileira ainda prevê pena de morte; saiba quando pode ser aplicada”. 《Gazeta do Povo》 (포르투갈어). 2018년 4월 21일에 확인함.
5. ↑  Gypsy Laborer Faces Execution In Belarus CBS News, October 13, 2009
6. ↑  M. Watt Espy and John Ortiz Smylka's database, "Executions in the U.S. 1608-2002: The Espy File." (Inter-University Consortium for Political and Social Research)
7. ↑  “Bahrain executes three Shi'ites for bombing, sparks outcry”. 2017년 1월 15일. 2019년 10월 10일에 확인함 – www.reuters.com 경유.
8. ↑  “陕西米脂杀9名学生罪犯赵泽伟被执行枪决_手机网易网”. 《3g.163.com》. 2018년 9월 27일. 2019년 10월 10일에 확인함.
9. ↑  “China's mobile death fleet”. Asia Times. 2007년 2월 9일에 원본 문서에서 보존된 문서.
10. ↑    1. ^ Sahib: The British Soldier in India 1750-1914 Richard Holmes HarperCollins 2005
11. ↑  Cormack, Lucy (2015년 1월 17일). “Drug traffickers in Indonesia face firing squad of 12 in first executions of 2015”. 《SMH》. SMH. 2015년 1월 17일에 확인함.
12. ↑  “Le président mongol veut abolir la peine de mort”, Le Monde, 14 January 2009
13. ↑  “Executions worldwide this month”. 《www.capitalpunishmentuk.org》. 2019년 10월 10일에 확인함.
14. ↑  Rogers, Simon; Chalabi, Mona (2013년 12월 13일). “Death penalty statistics, country by country”. 《가디언》. 2015년 12월 13일에 확인함. Public executions were known to have been carried out in Iran, North Korea, Saudi Arabia and Somalia.
15. ↑  Amnesty Intl., Death Penalty, MDE 20/002/2001, 8 May 2001.
16. ↑  “Thailand Department of Corrections: Death Penalty”. 2006년 4월 14일에 원본 문서에서 보존된 문서. 2007년 11월 11일에 확인함.
17. ↑  “Executioner”.
18. ↑  “The Last Executioner”. 2007년 8월 13일. 2012년 1월 8일에 원본 문서에서 보존된 문서. 2019년 10월 10일에 확인함.
19. ↑  Ltd.Thailand, VOICE TV. “ความตายในรอบ 9 ปี 'ราชทัณฑ์' ประหารชีวิตนักโทษชาย คดีฆ่าชิงทรัพย์”. 《VoiceTV》. 2019년 10월 10일에 확인함.
20. ↑  “Man who raped, killed eight-year-old boy Obaida executed”. 《gulfnews.com》. 2019년 10월 10일에 확인함.
21. ↑  “Executions worldwide this month”. 《www.capitalpunishmentuk.org》. 2019년 10월 10일에 확인함.